# 馬公要港部水道
馬公要港部水道，是台灣日治時期因應日本海軍於澎湖廳設立馬公要港部所建的基礎供水設施。明治43年（1910年）四月，日本海軍啟動調查策畫，大正三年（1914年）正式開工，並於大正五年（1916年）竣工，是澎湖群島境內第一處水道設施。根據1913年興建預算編列為166,857日圓。

## 背景

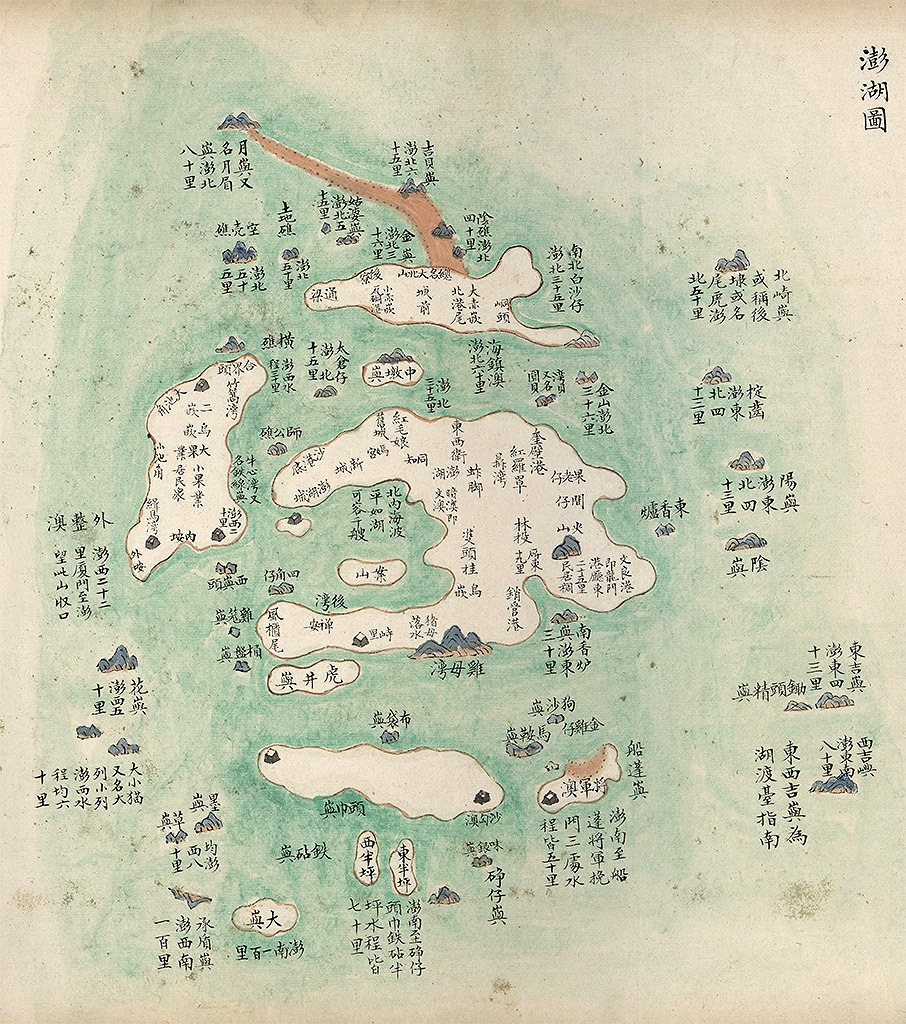
清代繪製的澎湖廳地圖，媽宮港與風櫃尾半島中間的島嶼，即為「小案山」，日治時期被改名為「測天島」，做日本海軍港口使用（馬公要港部）。

明治二年（1869年），日本結束戊辰戰爭，推翻德川幕府、確立以擁戴明治天皇組成新政府，引進西方軍事、科學、教育、法律、工程等等學問，徹底改革日本政府體制，影響至鉅，其中也包含注重公共衛生、現代化都市的建設理念。
而針對日本軍隊所駐紮城市，為確保軍隊戰力，乾淨飲用水對於衛生環境、預防傳染病皆非常重要，於是不論是日本陸軍或者日本海軍，都會向中央政府爭取建置「水道工程」；海軍由於軍艦停泊港口，需提供大量補給水源，海軍工廠運作時亦需大量用水，對於水源的需求比陸軍更迫切。普遍而言，海軍用的軍港常有獨佔水源地、設置軍港專用水道的需求，往往會排擠市街民生需求的供水。:48-57
1895年，大清與日本簽訂〈馬關條約〉，正式將臺灣以及澎湖群島主權割讓予日本。日本統治臺灣之初，各地皆面臨的飲用水不足、傳染病等問題，因臺灣民間尚有各界反抗勢力，紛亂不休，尚無力大興土木建置水道工程，駐紮澎湖的日軍僅能使用海水蒸餾機，稍解水源短缺之急。:57明治34年（1901年），日本海軍在測天島劃作海軍專用地，並設立「馬公要港部」，編列為二級軍港之後，始於明治43年（1910年）四月正式提出建設蓄水池暨水道的要求。:60

## 調查作業

### 水脈探勘
明治43年（1910年）四月，日本海軍提出水池建設案後，海軍人員便開始在澎湖各地調查水源，共計找到媽宮區的「菜園」、「鐵線尾（今鐵線里）」、「雙頭掛（今興仁里）」、「石泉」四處湧泉，軍方檢測水質之餘，亦委託臺灣總督府派員調查平均每日湧水量（觀測 160 日），水質與水量通過檢測後，確定湧泉具備開發價值。明治45年（1912年）七月，日本海軍提交飲水設施建設計畫，以湧泉總湧出量 45 噸進行海軍、陸軍以及臺灣總督府（澎湖廳）三方分配，並依水量分配量分攤費用。:60-64
不過，因臺灣總督府希望藉此工程一併涵蓋媽宮區媽宮街的民生用水，另行進行媽宮市街鑿井計畫，希望此水道能汲取媽宮市街的水源，達到供應市街的目的。大正元年（1912年）八月廿二日在媽宮街進行鑿井工程，翌年八月十五日完工，鑿井深度 428 尺，計花費 2,685.15 元，雖可日湧 100 噸水量之多，但水質檢測雜質過多，經四次檢測，皆無法達到飲用標準。媽宮市街鑿井始終水質不良，在日本海軍迫用水源在即的情況下，澎湖廳只得放棄媽宮市街水源的計畫，讓日本海軍優先執行軍用水源的建設案。:60-62

### 徵地範圍

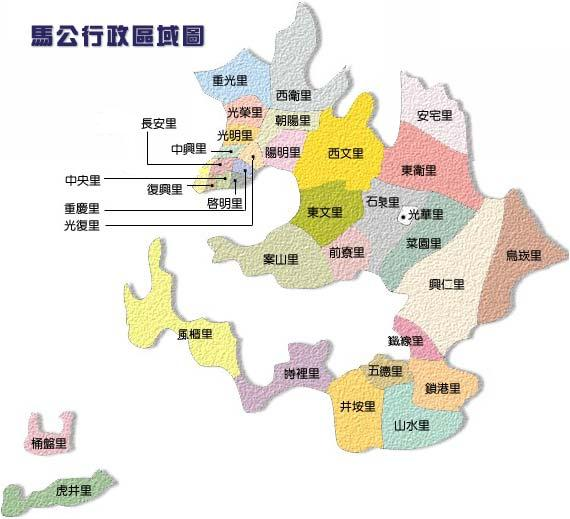
澎湖縣馬公市行政區域圖。

「馬公要港部水道」工程涵蓋範圍廣大，涉及地目種類複雜，所有權人眾多，在進行徵地之前，先委託總督府民政長官進行調查。根據明治43年（1910年）11月的調查報告，以調查菜園、石泉、雙頭掛三處水源地而言，地目初步分為「國有地」計 68,408 坪、「民有地」482,214 坪，其中「國有地」並未檢附收購金額，其餘資訊如下表：:66-67
| 項目   | 項目         | 坪數／個數 | 總數合計                   | 費用                       |
| ------ | ------------ | ---------- | -------------------------- | -------------------------- |
| 國有地 | 墓地         | 59,885 坪  | 68,408 坪                  | 不詳                       |
| 國有地 | 原野         | 8,523 坪   | 68,408 坪                  | 不詳                       |
| 民有地 | 園（旱田）   | 419,622 坪 | 482,214 坪                 | 55,666.25 元               |
| 民有地 | 菜宅（圍仔） | 37,352 坪  | 482,214 坪                 | 55,666.25 元               |
| 民有地 | 建物用地     | 2,076 坪   | 482,214 坪                 | 55,666.25 元               |
| 民有地 | 寺廟用地     | 661 坪     | 482,214 坪                 | 55,666.25 元               |
| 民有地 | 原野         | 443 坪     | 482,214 坪                 | 55,666.25 元               |
| 民有地 | 雜種地       | 44 坪      | 482,214 坪                 | 55,666.25 元               |
| 民有地 | 墓地         | 22,016 坪  | 482,214 坪                 | 55,666.25 元               |
| 附屬物 | 建築物       | 61 棟      | 61 棟                      | 18,105 元                  |
| 附屬物 | 水井         | 41 口      | 41 口                      | 18,105 元                  |
| 附屬物 | 墳墓         | 1,067 座   | 1,067 座                   | 18,105 元                  |
| 合計   | 合計         | 合計       | 73,774.89 元（不含國有地） | 73,774.89 元（不含國有地） |

重建落成碑記（1991年立）明治44年（1911年），土地徵收期間，因逢澎湖大旱湧泉量不足，海軍決定將鐵線尾納入水源地徵收範圍。明治45年（1912年），澎湖廳補上一份將鐵線尾納為水源地的徵收調查報告，亦增添雙頭掛部分範圍，追加調查如下：:69-71
| 項目   | 項目         | 坪數／個數 | 合計         |
| ------ | ------------ | ---------- | ------------ |
| 國有地 | 墓地         | 64,336 坪  | 64,990 坪    |
| 國有地 | 原野         | 464 坪     | 64,990 坪    |
| 國有地 | 雜種地       | 190 坪     | 64,990 坪    |
| 民有地 | 旱田（園）   | 104,363 坪 | 108,600 坪   |
| 民有地 | 菜宅（圍仔） | 996 坪     | 108,600 坪   |
| 民有地 | 墓地         | 3,248 坪   | 108,600 坪   |
| 附屬物 | 貯水池       | 1 座       |              |
| 附屬物 | 墳墓         | 400 座     |              |
| 合計   | 合計         | 合計       | 12,759.44 元 |

#### 受徵收影響戶數、人口
| 區域   | 區域 | 大案山 | 前寮 | 文澳 | 石泉 | 小計 | 小計                | 合計                                                             |
| ------ | ---- | ------ | ---- | ---- | ---- | ---- | ------------------- | ---------------------------------------------------------------- |
| 日本人 | 戶數 | 14     | －   | －   | －   | 14   | - 14 戶 - 42 人     | - 總戶數：216 戶 - 男性： 625 人 - 女性：603 人 - 總計：1,228 人 |
| 日本人 | 男   | 21     | －   | －   | －   | 21   | - 14 戶 - 42 人     | - 總戶數：216 戶 - 男性： 625 人 - 女性：603 人 - 總計：1,228 人 |
| 日本人 | 女   | 20     | －   | －   | －   | 21   | - 14 戶 - 42 人     | - 總戶數：216 戶 - 男性： 625 人 - 女性：603 人 - 總計：1,228 人 |
| 澎湖人 | 戶數 | 138    | 61   | 3    | －   | 202  | - 202 戶 - 1,207 人 | - 總戶數：216 戶 - 男性： 625 人 - 女性：603 人 - 總計：1,228 人 |
| 澎湖人 | 男   | 439    | 162  | 3    | －   | 604  | - 202 戶 - 1,207 人 | - 總戶數：216 戶 - 男性： 625 人 - 女性：603 人 - 總計：1,228 人 |
| 澎湖人 | 女   | 416    | 163  | 4    | －   | 603  | - 202 戶 - 1,207 人 | - 總戶數：216 戶 - 男性： 625 人 - 女性：603 人 - 總計：1,228 人 |

大正元年（1912年），徵收事務開始執行，主要由馬公要港部主計長、臺灣銀行澎湖島出張所員、媽宮區長:144、保正、警察等官吏，統籌及簽署移轉買賣契約，在大正二年（1913年）二月間完成水道的土地徵收事務。民有地徵地總面積達 590,821 坪，又含 278 棟建築物、41 口水井、1 處貯水池、1511 座墳墓，徵地總金額為 73,650.09 元。（土地所有權不詳者，以補償業主代理人方式辦理土地讓渡，計發放補償金 649.6 元。）:72

#### 黃德臣水潭
馬公要港部建築水道，在菜園徵收黃德臣水潭用地（該區原為黃家產業），黃德臣（名克昌，表字德臣，1872－1918）之父為媽宮仕紳黃濟時，曾出面召集民勇操辦團練，參與1885年清法戰爭澎湖之役，祖父黃步梯曾任候補澎湖通判，在戴潮春事件時立有戰功。
2020年，在要港部水道水源地的鐵線雙港仔海岸附近，發現「誥贈宜人五代顯祖黃門陳氏佳城」與「例贈安人三代祖妣黃門鄭氏之佳城」兩塊墓碑，其中「黃門陳氏」是黃濟時的祖母、「黃門鄭氏」則是黃濟時之妻，皆為清末日治初期黃濟時家族的墓碑，可佐證馬公要港部水源地與黃家祖地之關聯性。

## 水道工程
馬公要港部水道工程計畫，設計以雙頭掛日湧水量約 30 噸、菜園 10 噸，將總計日湧 40 噸的水量（實際日湧總水量為約 45 噸），以鐵管線路連接至馬公要港部位於測天島的貯水池。其中，此計畫原本由日本海軍單一執行，工程經費、維持經費也全係由海軍負擔，但因日本陸軍以及澎湖廳辦公處亦有用水需求，後經三方協議，按分配水量比例分攤興建費用。根據大正二年（1913年），「馬公要港部水道」計畫興建預算如下：:74-77
| 設施               | 內容                                  |
| ------------------ | ------------------------------------- |
| 抽水馬達           | 抽水能力：50 噸／小時                 |
| 貯水池             | 500 噸                                |
| 受水池             | 300 噸                                |
| 濾過池             | 一日 150 噸過濾池兩座，一座預備用途。 |
| 海軍專用設備       |                                       |
| 淨水池             | 500 噸                                |
| 船艦鍋爐用水貯水池 | 20,040 噸                             |
| 備註               | 集中淨水設備、海軍貯水設備。          |

| 項目                     | 金額（日圓）                       | 金額（日圓）                       |
| ------------------------ | ---------------------------------- | ---------------------------------- |
| 用地徵收費               | 80,000                             | 80,000                             |
| 取水池、導水管線         | 23,000                             | 23,000                             |
| 貯水池                   | 9,500                              | 9,500                              |
| 馬達、建物               | 10,400                             | 10,400                             |
| 送水管線                 | 4,500                              | 4,500                              |
| 受水池                   | 4,000                              | 4,000                              |
| 濾過池、分水井、建築     | 10,000                             | 10,000                             |
| 沙洗場                   | 18,600                             | 18,600                             |
| 作場費                   | 6,857                              | 6,857                              |
| 總金額                   | 166,857                            | 166,857                            |
| 各單位負擔金額、分配水量 |                                    |                                    |
| 日本海軍                 | 111,240 元                         | 30 噸                              |
| 日本陸軍                 | 18,539 元                          | 5 噸                               |
| 臺灣總督府（澎湖廳）     | 37,078 元                          | 10 噸                              |
| 備註                     | 共用設施，不包含海軍專用設備項目。 | 共用設施，不包含海軍專用設備項目。 |

### 抽水設備
馬公要港部水道設計計畫，將鐵線尾、菜園、雙頭掛之湧水匯集，集中至菜園附設淨水系統，可存 500 噸的貯水池儲存，再以管線方式分別通往大案山軍港的貯水池、位於媽宮市街的陸軍以及澎湖廳舍的貯水設施。因菜園地勢較高，為了增加菜園以及雙頭掛水源地的取水量，海軍計畫於菜園一帶開鑿若干口井，並引進風車式幫浦抽取地下水。風車式幫浦委請「鈴木製作所」承製，塔高 40 尺、風車直徑 10 尺，為防鏽蝕，由摻渡亞鉛的鋼鐵製成風車，一部 450 元，一共引進 10 部風車，又添購自動開閉裝置，10 台 24,300 元，風車設備總計斥資 28,800 元。:82-83

## 竣工
由於水道興建是龐大的公共工程，其興建費時，根據大正四年（1916年）臺灣日日新報刊登一篇〈西瀛紀事水道擴張〉的報導，其工程於大正三年（1915年）正式動工，進展順利，預計於大正五年（1916年）順利完工，學者饒維平指出，這篇報導應係指海軍測天島的淨水設施，包含集水池、汲水管線、引水管線等；至於連結至馬公市街的陸軍、澎湖廳引水管線，應在海軍管線完成之後，推測於大正六年（1917年）完工。:87-88

## 後續

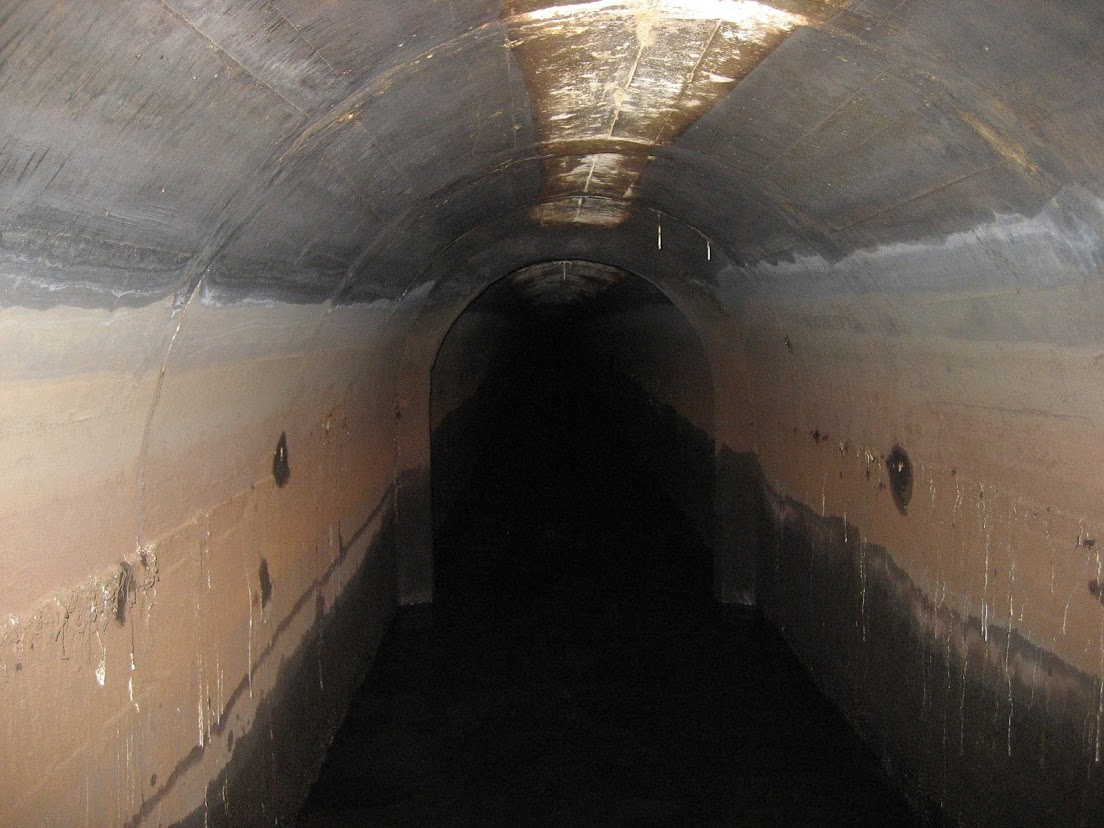
昭和二年（1927年）興建的馬公水道，供給馬公地區民生用水，因為減少水源在地表蒸發，在地下10.6公尺鑿水用隧道，亦是離島唯一的隧道貯水系統。

馬公要港部水道竣工之後，暫時解決海軍、陸軍以及官廳等人乾淨水源的需求，但隨著馬公（媽宮）市街人口日益密集，船舶往來頻繁，漸漸有供給馬公市街軍民水道的需求，澎湖廳以及馬公街同時極力向臺灣總督府爭取興建「馬公水道」的計畫。大正15年（1926年）9月4日，臺灣總督府派遣技師伊澤來澎湖，進行實地勘查；後此計畫亦獲得日本海軍以及陸軍的支持及金援，昭和二年（1927年）3月31日，「馬公水道」工程計畫正式提出，同年5月20日獲准通過，嗣後興工。:90-92